# Přední Ptákovice
Přední Ptákovice jsou velká vesnice, část města Strakonice ve stejnojmenném okrese v Jihočeském kraji. Nachází se asi 1,5 kilometru jihovýchodně od Strakonic. Přední Ptákovice jsou také název katastrálního území o rozloze 4,8 km². Součástí Předních Ptákovic je i osada Podsrp s kostelem.

## Historie
První písemná zmínka o vesnici pochází z roku 1243.

## Obyvatelstvo
| Rok            | 1869 | 1880 | 1890 | 1900 | 1910 | 1921 | 1930 | 1950 | 1961 | 1970 | 1980  | 1991  | 2001  | 2011  | 2021  |
| -------------- | ---- | ---- | ---- | ---- | ---- | ---- | ---- | ---- | ---- | ---- | ----- | ----- | ----- | ----- | ----- |
| Počet obyvatel | 174  | 148  | 183  | 200  | 169  | 214  | 411  | 789  | 830  | 708  | 1 838 | 2 245 | 2 591 | 2 429 | 2 190 |
| Počet domů     | 26   | 28   | 31   | 31   | 32   | 33   | 58   | 142  | 142  | 159  | 256   | 318   | 462   | 497   | 538   |

## Obecní správa
Od zavedení obecního zřízení v polovině 19. století byly Přední Ptákovice samostatnou obcí. Od roku 1950 jsou částí města Strakonice.

## Pamětihodnosti a zajímavosti

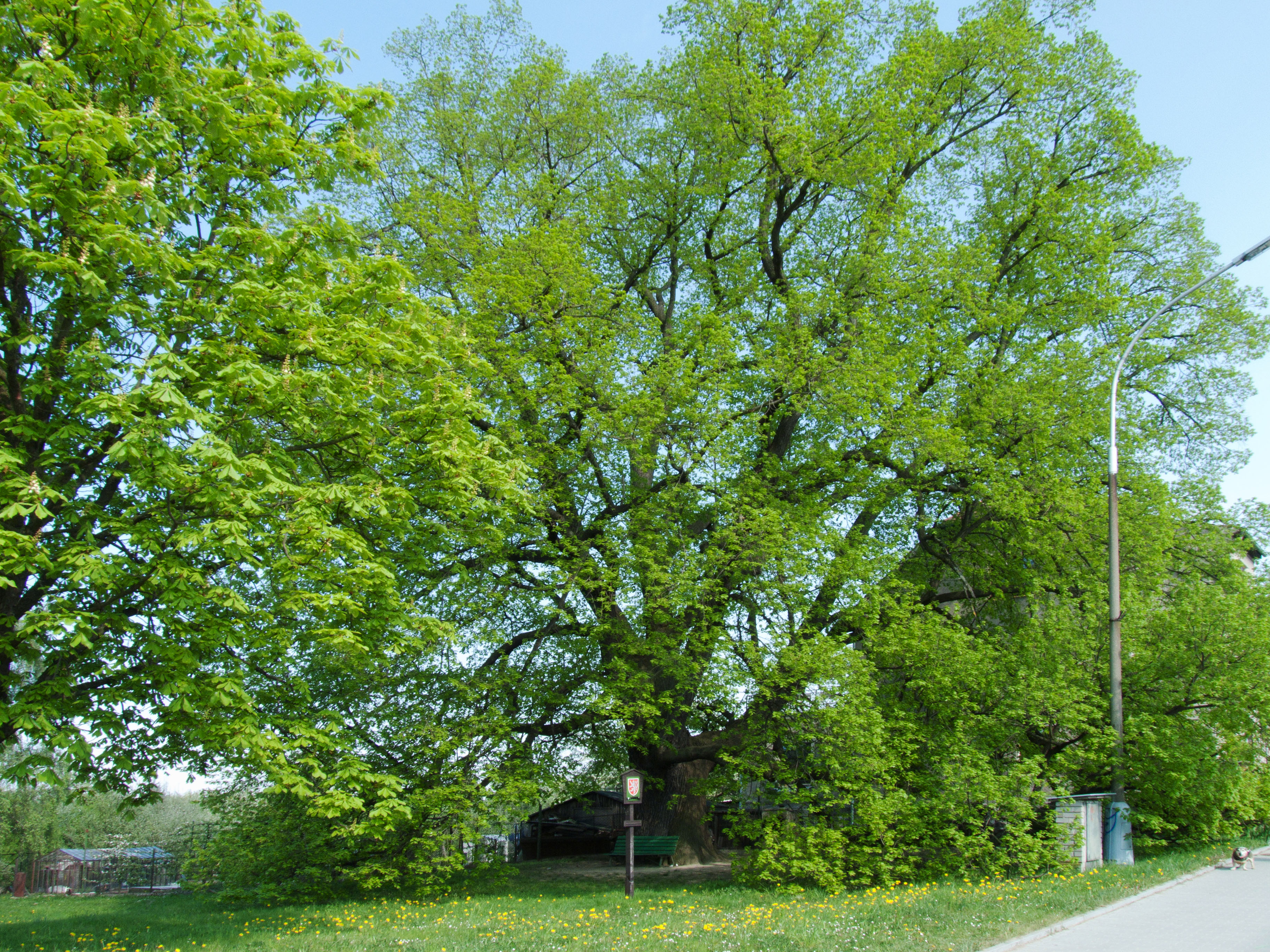
Václavská lípa

- Farní kostel Panny Marie Bolestné na Podsrpu
- Studánka na Podsrpu pod kapličkou Panny Marie s údajně léčivou vodou, postavené koncem 18. století[8]
- Památná Václavská lípa stará 350-400 let[9]